# Фридрих Вильгельм III Саксен-Альтенбургский
Фридрих Вильгельм III Саксен-Альтенбургский (нем. Friedrich Wilhelm III von Sachsen-Altenburg, 12 июля 1657 — 14 апреля 1672) — герцог Саксен-Альтенбургский, последний представитель старшей ветви.
Фридрих Вильгельм III был вторым сыном саксен-альтенбургского герцога Фридриха Вильгельма II и Магдалены Сибиллы Саксонской. Смерть старшего брата в 1663 году сделала его наследником герцогства. Когда в 1669 году умер отец, Фридрих Вильгельм III был ещё слишком мал, и поэтому его опекунами стали курфюрст Саксонии Иоганн Георг II и дядя по матери Мориц Саксен-Цейцский. В 1672 году Фридрих Вильгельм III умер от оспы, и с его смертью пресеклась Саксен-Альтенбургская линия Веттинов.
В соответствии с волей основателя Саксен-Альтенбургской ветви Иоганна Филиппа, в случае пресечения мужской линии права наследования переходили к потомкам его дочери Елизаветы Софии, которая вышла замуж за Эрнста I Саксен-Готского. Поэтому герцогство Саксен-Альтенбург было разделено между Саксен-Веймарской и Саксен-Готской ветвями фамилии, причем Саксен-Гота получило большую часть.